# Fadila Saâdane
Fadila Saâdane, née le 10 avril 1938 à Ksar El Boukhari ou Boghari, près de Médéa et morte le 17 juin 1960 à Constantine (rue Vieux, dans le quartier juif), est une militante nationaliste algérienne. Elle est une activiste urbaine (fidaïya) durant la guerre d'Algérie . Elle est la sœur cadette de Meriem Saâdane.

## Biographie

### Famille, enfance et éducation
Fadila Saâdane naît le 10 avril 1938 à Ksar El Boukhari, près de Médéa en Algérie, de Mohammed Salah Saâdane et de Khedidja Chettab. Son père, originaire de Merouana dans les Aurès, officie en tant qu’instituteur, après avoir abandonné la profession d'avocat à Aïn M'lila à la suite d'un incident survenu avec le juge du tribunal de cette localité. La famille quitte Ksar el Bokhari pour Saint-Arnaud (devenu El Eulma) près de Sétif à l'Est de l'Algérie. Lorsque son père décède en 1940, la famille retourne provisoirement à El Harrouch auprès des proches du côté maternel, où a débuté la scolarité de la jeune fille, puis décide de s’installer définitivement à Constantine, où elle vit dans le quartier arabe, rue Abdallah-Bey.

### Militantisme dans la guerre d'Algérie
Le 17 août 1960, le commando composé de quatre personnes, Amar Rouag, Fadila Saâdane, Malika Bencheikh El Hocine et Amar Kikaya, occupe une maison située dans l'immeuble portant le no 4 de la rue Vieux dans le quartier populaire de R'cif (le quartier juif de Constantine), une des plus anciennes artères de la ville. Celle-là même qui se trouve entre l'ex-place Jules-Favre et la place des Galettes (actuelle Rahbet-Essouf). C’est dans cette bâtisse qu’ils se font surprendre par l’armée française qui, sur dénonciation, avait au préalable encerclé leur cache. Lorsque le groupe sent qu'il est cerné, il se divise en deux couples qui ont réussi à passer par le toit de l'immeuble no 4 vers celui de la maison voisine portant le no 2 bis de l'ex-rue Vieux. Fadila Saâdane monte la première sur le toit, refusant de se rendre, elle engage le combat avec les militaires français, c’est lors de ce dernier affrontement avec l’armée coloniale que Fadila Saâdane meurt les armes à la main, à l’âge de 22 ans.

## Décorations
- Athir de l'ordre du Mérite national d'Algérie.